# Mashimo leleupi
Genre
Espèce
Mashimo leleupi, unique représentant du genre Mashimo, est une espèce d'araignées aranéomorphes de la famille des Dictynidae.

## Distribution
Cette espèce se rencontre en Zambie et en Afrique du Sud.

## Description
La carapace de la femelle holotype mesure 1,2 mm.

## Systématique et taxinomie
Cette espèce a été décrite par Lehtinen en 1967.
Ce genre a été décrit par Lehtinen en 1967 dans les Dictynidae.

## Étymologie
Cette espèce est nommée en l'honneur de Narcisse Leleup.

## Publication originale
- Lehtinen, 1967 : « Classification of the cribellate spiders and some allied families, with notes on the evolution of the suborder Araneomorpha. » Annales Zoologici Fennici, vol. 4, p. 199-468.